# Камбезеш-ду-Риу
Камбезеш-ду-Риу (порт. Cambeses do Rio)  —  район (фрегезия) в Португалии,  входит в округ Вила-Реал. Является составной частью муниципалитета Монталегре. По старому административному делению входил в провинцию Траз-уж-Монтиш и Алту-Дору. Входит в экономико-статистический  субрегион Алту-Траз-уш-Монтеш, который входит в Северный регион. Население составляет 141 человек на 2001 год. Занимает площадь 15,02 км².